# 圣基茨和尼维斯奥林匹克委员会
圣基茨和尼维斯奥林匹克委员会（英語：Saint Kitts and Nevis Olympic Committee，IOC编码：SKN）是代表圣基茨和尼维斯的国家奥林匹克委员会。圣基茨和尼维斯奥林匹克委员会于1986年5月27日根据宪法成立，并于1993年获得国际奥林匹克委员会的认可。该组织也是泛美体育组织的成员。执行委员会由会长、秘书长、副会长、助理秘书长四部分组成。现任会长是阿方索·布里奇沃特，秘书长是格伦维尔·杰弗。

## 外部连结
- 官方网站 （英文）

1. ↑  .   [2023-02-01]. （原始内容存档于2022-02-22） （英语）.